# Kontact
KontactはKDE用の個人情報マネージャとグループウェアソフトウェアスイートである。カレンダー、コンタクト、To-doリスト、ニュースとメールをサポートする。多くのアプリケーションをアプリケーション内に組み込むためにKPartsを利用している。

## 歴史
最初のグループウェア・コンテナ・アプリケーションはMatthias Hölzer-Klüpfelによって書かれ、のちにKDEのソースレポジトリに移されたあとはDaniel Molkentinによって保守された。このコンテナ・アプリケーションはKontactが動作するのに必須のものだが、組み込みコンポーネントなしでこのコンテナアプリのみでは利用できない。
最初の組み込みコンポーネントはCornelius Schumacherによって作られた。彼は、KAddressBookとKOrganizerの2つのアプリケーションをアドレス帳とオーガナイザーのコンポーネントを作るのに改変した。この段階ではメールクライアントコンポーネントが存在していなかったため、KDEは機能的なグループウェアアプリケーションを欠いていた。しかしながら、Corneliusのこの仕事は、他の開発者がこれをベースに開発を進めるためのプロトタイプとなった。
その後、Don Sandersは、欠けていたメールクライアントコンポーネントをKMailアプリケーションに改変を加えることによって作成した。彼は同時に、メールクライアントコンポーネントを、他のコンポーネントとグループウェア・コンテナ・アプリケーションに統合し、最初のKontactパッケージがリリースされた。このとき、最初のKontactのウェブサイトも作られている。
Daniel Molkentin、Cornelius SchumacherとDon SandersはこれにあたりKonact開発の中核となるチームを形成した。Kmailとコンテナアプリの変更はKDEのソースレポジトリに取り込まれ、Kontactは、KDE 3.2の一部としてリリースされた。
さらにその後、ニュースコンポーネントがKNodeアプリケーションからZack Rusinによって作られ、Kontactはウェブベースのコラボレーションソフトウェアの配置をサポートするように改変が加えられた。

## コンポーネント
Kontactは以下を組み込んでいる。 
- 要約ページ: 未読のメール、ミーティングの約束、最新のニュースや天気を表示する
- メール: KMail - KDE電子メールクライアント
- コンタクト: KAddressBook - KDE Address Book
- カレンダー: KOrganizer - KDE用の Personal Organizer
- To-do: KOrganizer
- ジャーナル: KOrganizer
- メモ: KNotes - KDE Notes Management
- フィード: Akregator - KDEフィードリーダー
- ニュース (Usenet): KNode
- ニュースティッカー: KNewsTicker
- 天気: KWeather